# Trichoplusia ni
La oruga de la col o gusano medidor falso (Trichoplusia ni) es un miembro de la familia de polillas Noctuidae. Se encuentra en la ecozona paleártica sur, América del Norte, partes de África y la mayor parte de Europa (principalmente en Europa meridional) y la región indoaustraliana. En el Reino Unido, donde el adulto es principalmente migrante (a veces en gran número), es rara su reproducción. El nombre deriva de la marca sobre sus alas anteriores, que se asemeja a la letra griega minúscula "ni".
Esta oruga, considerada un gusano medidor, es lisa y de color verde pálido con rayas blancas y es una de las muchas especies que reciben el nombre de gusano u oruga de la col. Se la denomina "looper" en inglés ("que se arquea"), ya que arquea su cuerpo al desplazarse en forma similar a los gusanos medidores. Esta especie es muy destructiva para las plantas debido a su voraz consumo de hojas. No se limita a los cultivos de coles; entre otras plantas huéspedes se incluyen el tomate, el pepino, el tomillo, las hojas de diversas coles y la patata. El adulto de esta especie es una polilla nocturna de color marrón.

## Descripción

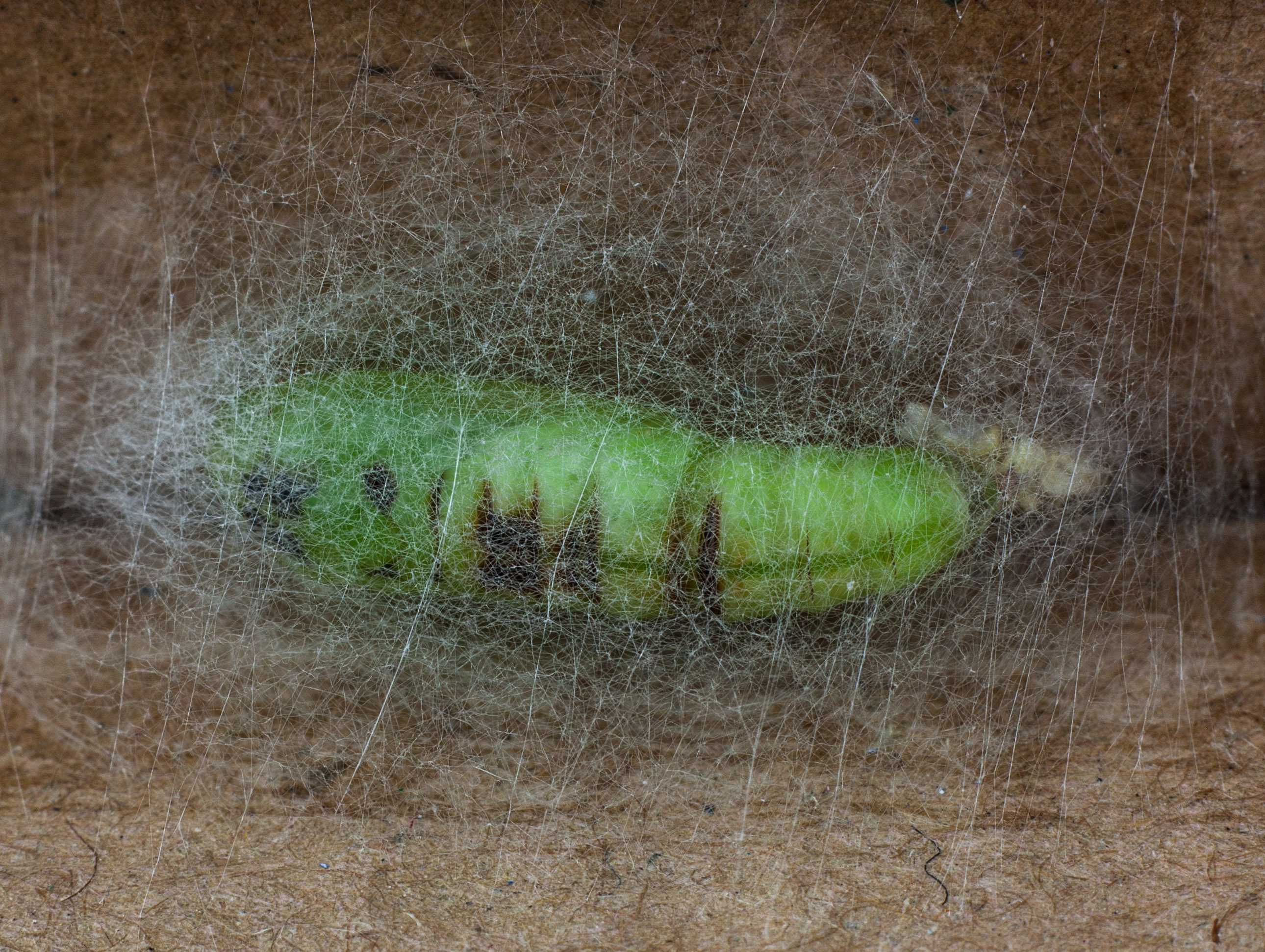
En estadio de pupa

El ala anterior tiene un tinte grisáceo con mezcla de verde oliva amarronado y salpicado de minúsculos puntos negros; líneas negras dobles, cubiertas de escamas ligeramente brillantes; las interiores forman dos pequeñas curvas entre la vena y la vena 1, con algunas escamas brillantes en la parte delantera; el exterior está ligeramente acanalado y precedido por marcas sagitadas negras; una línea recta y pálida antes del termen , seguida de una línea lunulada doble; cerco ajedrezado marrón y gris, con lúnulas oscuras en la base tras una línea blanca; estigma orbicular estrecho, oblicuo y con bordes brillantes, reniforme, oscuro y con bordes negros; zona media justo por debajo de la vena media de color marrón oscuro, que contiene una marca en forma de gamma muy ancha y cuya parte superior tiene forma de campana con centro de color ocre, borde negro y ribeteado en color plateado, unido a una cola plateada ovalada, a veces también con área central de color ocre; alas posteriores de color marrón mate, con las venas oscuras y ancho borde terminal de un color negro ahumado; franja blanca en el coma de Schultz, el estigma inferior medio forma una marca en forma de "y".
La larva es verde amarillenta; con dorsal oscura y doble; finas líneas subdorsales; línea lateral blanca, con extremo superior oscuro; espiráculos rojo amarillentos; tubérculos negros.

## Distribución y migración
Se lo encuentra en Norteamérica (desde México a la Columbia Británica) y Eurasia.
Las poblaciones norteamericanas emigran entre México y Canadá según las estaciones. Generalmente inverna en México o el sur de California, con temperatura de más de 16 °C, aun en invierno. Era frecuente en Florida, pero ha disminuido porque no hay tantos cultivos de col. Cuando la temperatura sube en las regiones norteñas de Norteamérica, la polilla emigra hacia el norte siempre que las temperaturas pasen los 16 °C. En el verano es menos común en las regiones más calientes, una migración algo similar a la de la mariposa monarca, con muy poca diferencia genética entre las poblaciones de origen y las migrantes.
En Europa ocurre una migración similar. Se la encuentra desde Inglaterra hasta el sur de Europa.

## Biología molecular

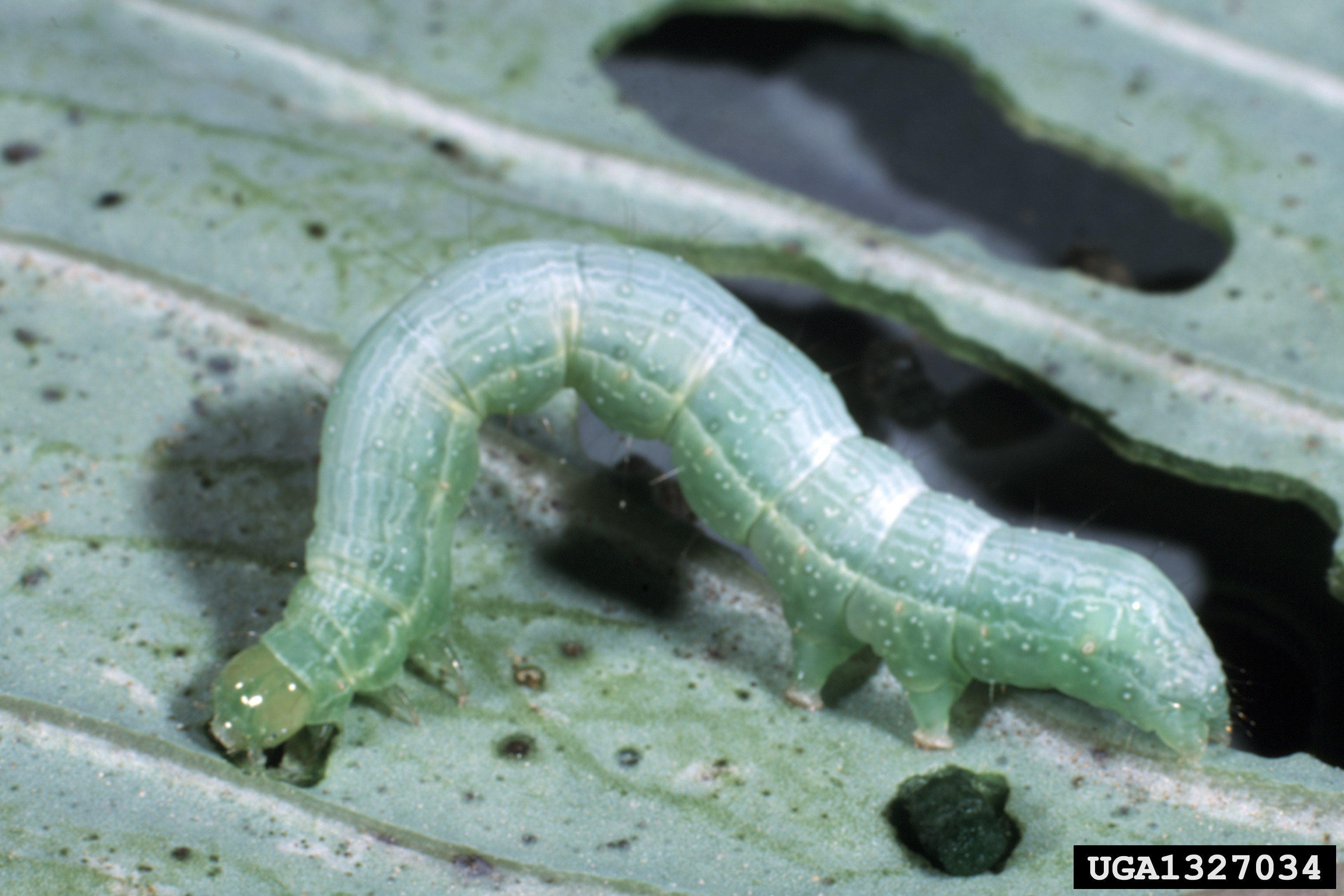
Oruga.

Su genoma está muy estudiado. Es mayor que el de Drosophila melanogaster. Se usa la Trichoplusia ni como expresión de un sistema en el campo de la biología molecular. Se usan algunas de las líneas celulares de la Trichoplusia ni en el estudio de la expresión proteica de eucariotas.

## Resistencia a las proteínas insecticidas deBacillus thuringiensis
T.  ni es un insecto polífago que presenta resistencia a la formulación tópica del B. thuringiensis comercializado bajo el nombre de Dipel® en los invernaderos canadienses. Se ha comprobado que la resistencia de esta población a las toxinas Cry1Ac y Cry2Ab del B. thuringiensis es autosómica y parcialmente recesiva. Los análisis bioquímicos, proteómicos y moleculares han demostrado que la resistencia a la toxina Cry1Ac se relaciona con modificaciones en dos aminopeptidasas del intestino medio de T. ni, la APN1 y la APN6: la correlación es directa con una regulación a la baja de la aminopeptidasa APN1 e indirecta con una regulación al alza de la aminopeptidasa APN6, esta última probablemente como compensación energética.
La resistencia a la toxina Cry1Ac se ha podido relacionar con el gen ABCC2. Está todavía por determinar el papel que desempeña el ABCC2 en su resistencia contra B. thuringiensis. La alteración de la expresión del APN y la relación entre el ABCC2 y la resistencia a B. thuringiensis podrían ser alteraciones creadas por la población aislada en un inicio y puede que no sean relevantes para el mecanismo de resistencia.
La resistencia de la T. ni a la toxina Cry2Ab es independiente de la resistencia a otras toxinas Cry y está regulada por un mecanismo genético aún no dilucidado.